# Glansruta
Glansruta (Thalictrum lucidum) är en ranunkelväxtart som beskrevs av Carl von Linné. Enligt Catalogue of Life ingår Glansruta i släktet rutor och familjen ranunkelväxter, men enligt Dyntaxa är tillhörigheten istället släktet rutor och familjen ranunkelväxter. Enligt den finländska rödlistan är arten akut hotad i Finland. Arten förekommer tillfälligt i Sverige, men reproducerar sig inte. Artens livsmiljö är fuktiga gräsmarker, dikesrenar. Inga underarter finns listade i Catalogue of Life.